# Ursynów
Ursynów je nejjižnější městský obvod ve Varšavě. S rozlohou 44,6 km² je to třetí největší obvod, jeho plocha tvoří 8,6 % rozlohy celého města. Žije zde 137 000 obyvatel a je to jeden z nejrychleji rostoucích obvodů Varšavy. Téměř 25 procent obyvatelstva má méně než 18 let.
V oblasti Ursynów se nachází největší přírodní rezervace na území Varšavy, Las Kabacki.